# Armée de guérilla des pauvres (Guatemala)
Pour les articles homonymes, voir Ejército Guerrillero de los Pobres et EGP.
L'Ejército Guerrillero de los Pobres (EGP, français : Armée de guérilla des pauvres, d'abord connu sous le nom de Nouvelle organisation révolutionnaire de combat, espagnol : Nueva Organización Revolucionaria de Combate, NORC) est un mouvement de guérilla guatémaltèque marxiste-léniniste fondé en 1972 et participant au conflit armé guatémaltèque, au sein de l'Unidad Revolucionaria Nacional Guatemalteca, union de plusieurs guérillas, à partir de 1982.
D'anciens membres des Fuerzas Armadas Rebeldes, voulant relancer l'action armée en se basant sur les modèles vietnamien et cubain, fondent l'organisation en 1972 au Mexique. Une quinzaine de militants s'établissent dans la forêt de l'Ixcan, mais ce n'est qu'à la fin des années 1970 que la guérilla prend de l'ampleur. Dirigé par Ricardo Ramirez de León, l'EGP est le plus fort groupe armé du conflit avec 400 militants, mais subit la répression des années 1981-1982. Tandis que le Comité d'unité paysanne forme sa branche politique, les Forces irrégulières locales représentent une seconde branche armée de l'organisation, responsable de ses « dérapages ». Marqué par la théologie de la libération et la défense des peuples indigènes, l’EGP s’implante dans des communautés autochtones de la région, des endroits réputés difficiles d’accès. Les représailles de l’armée dans ces zones rurales soupçonnées d’abriter des rebelles font des milliers de morts.